# 巴勃罗·聂鲁达
里卡多·埃利塞尔·内夫塔利·雷耶斯·巴索阿尔托（西班牙語：Ricardo Eliécer Neftalí Reyes Basoalto；1904年7月12日—1973年9月23日），筆名巴勃罗·聂鲁达（Pablo Neruda），智利诗人、外交官，1971年诺贝尔文学奖得主，智利共产党籍政治人物。聂鲁达13岁时便以诗人身份出名，其创作涉獵甚廣，包括超现实主义诗歌、历史史诗、政治宣言，一本散文式自传，以及广为流传的情诗，例如诗集《二十首情诗和一首绝望的歌》。
聂鲁达曾在多国担任外交官，并代表智利共产党出任参议员。1948年，反对共产主义的智利总统加夫列尔·冈萨雷斯·魏德拉签署了针对聂鲁达的逮捕令，聂鲁达不得不在位于瓦尔帕莱索的友人家中地下室躲藏数月，而后于次年从安第斯山脉取道出走阿根廷，直到三年后才归国。聂鲁达是亲共产主义总统萨尔瓦多·阿连德的亲密顾问，获得诺贝尔文学奖后，他应阿连德邀请在国家体育场面向七万民众朗诵诗歌。1973年，聂鲁达被诊断出癌症。同一时间，奥古斯托·皮诺切特在美国支援下发动政变推翻了彼时亲共产主义的智利政府。1973年9月23日，聂鲁达去世。尽管长时间以来聂鲁达都被視为因心脏衰竭去世，但最近的证据对这种说法提出了质疑。
聂鲁达常被认为是智利的民族诗人，他的作品被世界各地的人们阅读与喜爱。哥伦比亚作家加西亚·马尔克斯称其为“20世纪最伟大的诗人”，文学评论家哈罗德·布鲁姆在作品《西方正典》中将聂鲁达囊括在西方传统核心作家之列。

## 早年生活

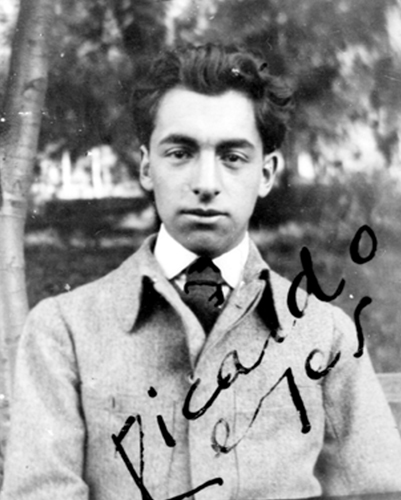
年輕時的聶魯達

1904年7月12日，里卡多·埃利塞尔·内夫塔利·雷耶斯·巴索阿尔托出生于智利中部利纳雷斯省的帕拉尔城。如今该城属于马乌莱大区，距智利首都圣地亚哥以南大约350千米。他的父亲何塞·德尔·卡门·雷耶斯·莫拉雷斯（José del Carmen Reyes Morales）是铁路工人，母亲罗莎·娜塔莉亚·巴索阿尔托·奥帕索（Rosa Neftalí Basoalto Opazo）是一名教师，在他出生仅两个月后死去。他于9月26日在圣何塞德帕拉尔教区受洗。聂鲁达有一个同父异母的哥哥鲁道夫，以及同父异母的妹妹劳拉。幼年时的聂鲁达身材瘦小，喜爱阅读，根据同学路易斯·翁贝托·塞尔达回忆，聂鲁达尤为喜爱儒勒·凡尔纳的作品。他是个无神论者。

### 创作起始
某种东西在我灵魂中发动，

高烧或忘掉的翅翼，

而我开始设法

摸索着

那火，

写下了第一行模糊的诗，

模糊的，没有物质，纯粹

胡言乱语，

一个什么也不懂的人的

纯粹智慧。

而突然我看见

天空松散

打开行星们，

悸动的新开地
1914年，聂鲁达写下了第一首诗。他的文学志向遭到父亲的反对，但也受到了身旁许多友人的鼓励，包括后来获得诺贝尔文学奖的加夫列拉·米斯特拉尔。1917年7月18日，聂鲁达在当地报纸上发表了人生中首个作品《热情与恒心》（Entusiasmo y perseverancia），署名内夫塔利·雷耶斯。自1918到1920年代中期，聂鲁达以内夫塔利·雷耶斯为名在当地杂志发表了大量诗歌，例如《我的眼睛》（Mis ojos），以及一些文章。1919年，他凭借诗歌《理想交流》（Comunión ideal）获得马乌莱地区花神大会三等奖。1920年中期，他开始以巴勃罗·聂鲁达为笔名，据信这个笔名源自捷克诗人扬·聂鲁达，不过也有人认为这个名字来自钢琴家威尔玛·聂鲁达。
1921年，时年16岁的聂鲁达前往首都圣地亚哥的智利大学修习法语，期望日后成为法语老师。然而，他将大部分时间都投入到了诗歌创作。他获得了著名作家爱德华多·巴里奥斯的帮助，并给当时智利最具影响力的出版商唐·卡洛斯·乔治·纳西门托留下了深刻印象。1923年，诗集《霞光集》出版，次年《二十首情诗和一首绝望的歌》出版。《二十首情诗》因其中的情色描写而有争议，特别是考虑到其作者时年仅19岁，不过这两部诗集都获得了普遍好评，并被翻译为多种外语。自出版以来，不同语言版本的《二十首情诗》已售出数百万册，并在一个世纪后的今天仍是最受欢迎的西班牙语诗集。年仅20岁的聂鲁达已声名鹊起，但他的生活依然十分贫困。
1926年，聂鲁达发表了三部作品：诗集《无限之人的努力》、黑暗小说《定居者及其希望》、抒情散文诗集《指环》。1927年，经济窘迫的聂鲁达期望逃往海外，在智利外交部长的安排下，他前往当时的英国殖民地缅甸仰光担任外交领事。在缅甸的工作间隙，聂鲁达曾和友人到中国上海和日本横滨短暂旅行。后来他又辗转担任英属印度新德里、斯里兰卡可倫坡、印尼巴达维亚、海峽殖民地新加坡领事。在巴达维亚期间，他遇见了首任妻子玛利亚·安东妮娅·哈赫纳尔·佛格臧（聂鲁达昵称她为玛露卡），其为巴达维亚一家银行的雇员，两人于1930年12月6日在巴达维亚结婚。聂鲁达在担任外交领事时仍保持阅读诗歌的爱好，并尝试创作不同形式的诗歌。他创作了《大地上的居所》前两卷，其中包含许多超现实主义诗歌。

## 外事与政治生涯

### 西班牙内战
回到智利后，聂鲁达被委派为阿根廷布宜诺斯艾利斯大使，而后又被派往西班牙巴塞罗那。后来他接替加布里埃拉·米斯特拉尔成为智利驻马德里领事，在此他加入了当地的文学圈，与拉法埃尔·阿尔维蒂、费德里戈·加西亚·洛尔卡、塞萨尔·巴列霍等作家交往甚密。聂鲁达唯一的孩子是与首任妻子在1934年所生的马尔瓦·玛丽娜·（特立尼达）雷耶斯（Malva Marina (Trinidad) Reyes），这是个女儿，天生患有诸多健康问题（尤其受脑积水困扰）。她不幸于1943年早夭，年仅九岁。马尔瓦·玛丽娜短暂的一生都是在荷兰一处寄养家庭度过，聂鲁达忽略、并最终抛弃了她，迫使母亲独自工作抚养这个孩子。当时荷兰被纳粹占领，先天缺陷在纳粹分子看来是劣等基因。也在这段时间，聂鲁达与妻子疏远，并开始与比自己年长20岁的新欢迪莉亚·德尔·卡丽尔幽会。

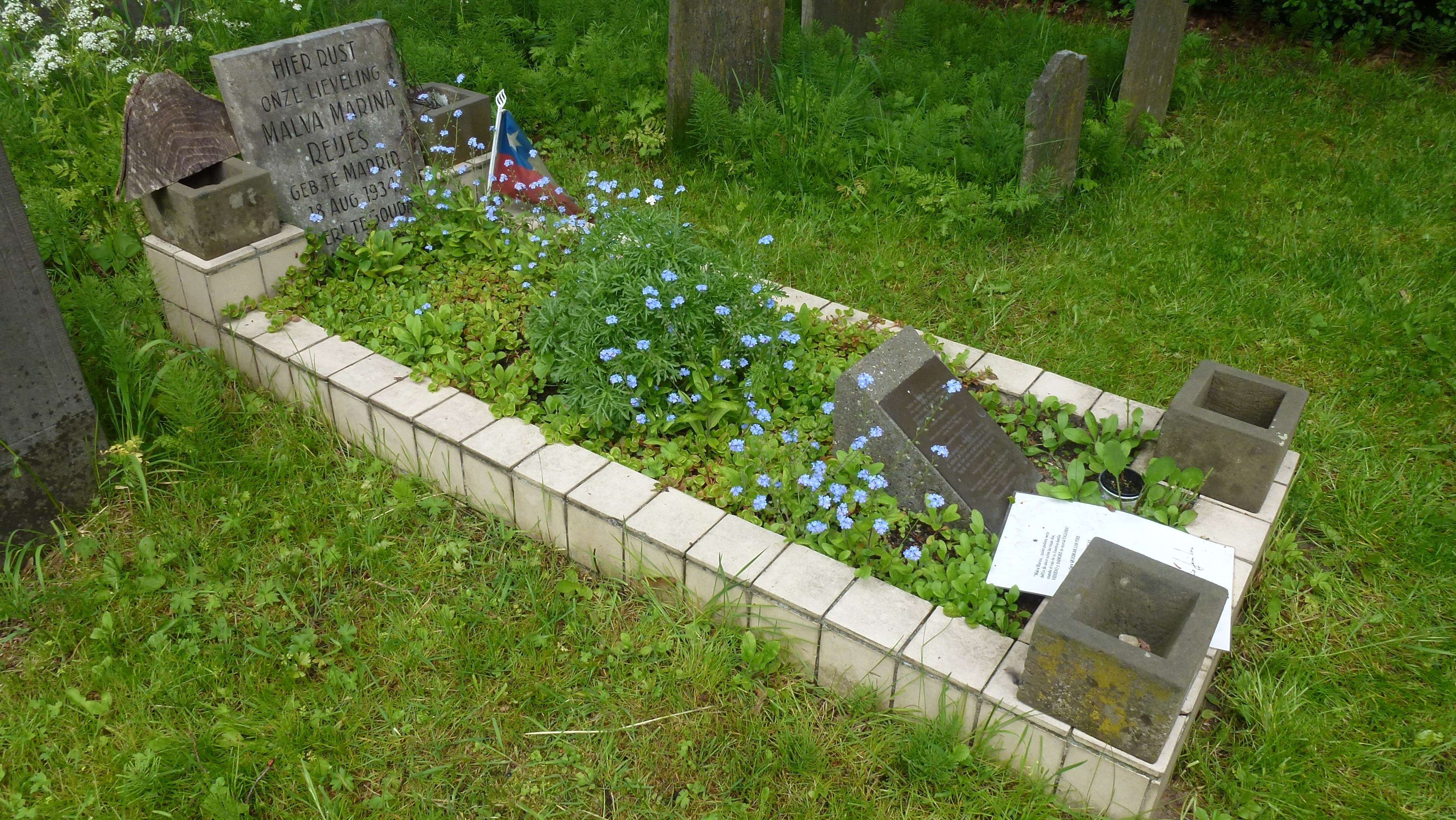
聂鲁达的女儿马尔瓦·玛丽娜之墓。

随着西班牙内战爆发，聂鲁达开始强烈地涉足政治。他在西班牙内战及其后续事件中的经历改变了其文学创作方向，他的作品由私人取向转向了对集体义务的关注。并在往后余生中，聂鲁达始终保持着坚定的共产主义信仰。他共产主义信念的成形受周围朋友的影响，例如情人德尔·卡丽尔，但对其影响最大的是友人加西亚·洛尔卡遭弗朗西斯科·佛朗哥手下军队处决事件。他在作品和演说中支持共和派，并发表了诗集《我心中的西班牙》。聂鲁达因政治立场而丢掉了外交领事职位。1937年7月，聂鲁达参加了在马德里举行的第二届国际作家代表会议（巴伦西亚大会），参会者包括安德烈·马尔罗、欧内斯特·海明威和斯蒂芬·斯彭德，会上许多知识分子都表明他们对西班牙共和国的支持。
聂鲁达与玛露卡的婚姻最终破裂，他们于1943年离婚。玛露卡为躲避西班牙周围的敌意而搬到摩纳哥蒙特卡洛，后又带着唯一的女儿前往荷兰。他们余生再未见面。离开妻子后，聂鲁达和迪莉亚·德尔·卡丽尔在法国同居，并在1943年与她在墨西哥特特卡拉结婚。然而因为他与玛露卡的离婚被视为非法，故而当时的智利官方并不承认这段新的婚姻。
1938年，随着智利总统佩德罗·阿吉雷·塞尔达的胜选，聂鲁达作为特殊大使被派往巴黎处理西班牙移民问题。他从法国集中营中转移了2,000名西班牙难民，借一艘名为温尼伯的旧船将他们运往至智利。有人指控聂鲁达倾向于挑选共产主义人士，而拒绝部分人登船。在这些被拒绝登船的人中，许多共和派和无政府主义者都在后续德国占领期间被杀害。不过也有人对此作出反驳，称聂鲁达只挑选了这2,000人中的一部分，其它登船者由西班牙共和国流亡政府总理胡安·内格林成立的“西班牙难民撤退办理处（SERE）”负责挑选。

### 委派墨西哥
1940至1943年，聂鲁达作为驻墨西哥总领事居住在墨西哥城。在此期间他与卡丽尔结婚，并得知女儿马尔瓦在德占荷兰不幸早逝的消息。
1940年，墨西哥画家大卫·阿尔法罗·西凯罗斯因企图暗杀列夫·托洛茨基而被捕，聂鲁达得知此事后为他发放了前往智利的签证。聂鲁达后来表示这个行为是出于时任墨西哥总统曼努埃尔·阿维拉·卡马乔的意愿。凭借这份签证，西凯罗斯得以逃往智利，并居住在聂鲁达的私人居所。作为感谢，西凯罗斯将会在智利南部城市奇廉画一幅巨大的壁画。聂鲁达与西凯罗斯的关系受到了敌人们的批评，但他拒绝为此作出辩护，而只是表示针对自己帮助暗杀者的指控是“巨大的政治与文学骚扰”。

### 秘鲁之行
聂鲁达于1943年回到智利，而后前往秘鲁旅行。在秘鲁期间，聂鲁达拜访了印加帝国文明遗迹马丘比丘，此次旅程赋予了其后续长诗《马丘比丘高地》（Alturas de Macchu Picchu）灵感。在这首诗中，聂鲁达表达了对美洲古文明的认知与兴趣。他后来亦在《漫歌》进一步探索了这个主题。聂鲁达借《马丘比丘高地》赞美了这片遗迹所展现的卓越文明，但也指责为实现这一成就而施行的奴隶制度。在《漫歌》第七部分中，聂鲁达称数世纪前死去的人们重新复活，并借自己之口向世人发言。马萨诸塞大学阿默斯特分校的创意写作教授马丁·埃斯帕达尊此作品为杰作，称其为“最伟大的政治诗歌”。

### 共产主义
与其他经历过西班牙内战的同时代左翼人士类似，聂鲁达对斯大林领导下的苏联充满敬仰。这种敬仰部分来自苏联在抵御纳粹德国时发挥的关键作用，同时也源于聂鲁达对马克思主义教条的理想主义阐释，人们可在其诗《斯大林格勒之歌》（Canto a Stalingrado）和《献给斯大林格勒的新情歌》（Nuevo canto de amor a Stalingrado）中体会到这种倾向。1953年，聂鲁达被授予斯大林和平奖，同年斯大林去世，他为其写了一首颂歌。他也曾写诗赞颂古巴革命家富尔亨西奥·巴蒂斯塔和菲德尔·卡斯特罗。聂鲁达对于斯大林的狂热最终影响到了他与长久的墨西哥诗人朋友奥克塔维奥·帕斯的关系，帕斯记录道：“聂鲁达越来越拥护斯大林，而我对斯大林的迷恋却逐渐消退。”两人的分歧因1939年《苏德互不侵犯条约》的签署达到了顶峰，他们甚至差点为此发生肢体冲突。尽管帕斯仍称聂鲁达为“同时代最伟大的诗人”，但他也在一篇关于索尔仁尼琴的文章中表示，“包括聂鲁达在内的拥护斯大林的作家和诗人，我对他们感受与阅读《神曲》地狱篇类似：我感到恐惧。无可否认，他们的行动有良好的出发点......然而，在不经意间，在一个接一个的承诺里，他们会发现自己逐渐被谎言、谬误、欺骗、伪证之网缠绕，直至失去灵魂。”1945年7月15日，聂鲁达在巴西圣保罗帕卡恩布体育场面向十万民众诵读诗歌，赞美巴西共产主义革命领导者路易斯·卡洛斯·普列斯特斯。
聂鲁达亦称弗拉基米尔·列宁为“这个世纪的伟大天才”，而在1946年6月5日的一次演讲中，他致敬了刚去世的苏联领导者米哈伊尔·加里宁，称其为“高尚生活者”、“伟大未来的建设者”以及“列宁与斯大林的战友”。
晚年时的聂鲁达反思了他对苏联的痴迷，他表示“在那时，斯大林对我们而言是希特勒军队的征服者。”聂鲁达于1957年访问了中国，他后来写道“真正使我与中国革命疏远的并非毛泽东本人，而是毛泽东主义。”他对毛泽东思想提出质疑，称之为“对社会主义神灵的持续崇拜”。尽管对斯大林的仰慕逐渐消退，但聂鲁达从未放弃关于共产主义的信念，并始终对“党”保持忠诚。不过，为了不让意识形态对手抓住把柄，晚年的聂鲁达仍拒绝公开谴责苏联对异议作家（例如鲍里斯·帕斯捷尔纳克和约瑟夫·亚历山德罗维奇·布罗茨基）的打压，这种态度甚至是其最忠实的崇拜者也无法认同的。
我的港湾啊，我祈求你了解我，

这是我的权利，来描写

你的善与恶，

因为我好象一盏无情的灯

照亮破碎的瓶子。
1945年3月4日，聂鲁达当选为安托法加斯塔和塔拉帕卡的共产党参议员，这两座城市皆位于阿他加马沙漠。四个月后，他正式加入智利共产党。1946年，激进党总统候选人加夫列尔·冈萨雷斯·魏德拉邀请聂鲁达充当他的竞选长官。魏德拉得到了左翼联盟的支持，聂鲁达本人也为此次竞选热切奔走智利各地。然而，当魏德拉竞选成功正式掌权后，却转而与共产党划清界限，而后又签署了禁止共产党活动的《永久捍卫民主法》。1947年10月，智利共产党领导的洛塔煤矿地区工人罢工遭到暴力镇压，罢工者被关押至比萨瓜岛上的军事监狱和集中营。聂鲁达无法再容忍国内的政治局势，并且智利往日的出版自由也不复存在，书报审查变得全面而复杂。他转向国外，在委内瑞拉报纸上发表文章抨击魏德拉。在《智利民主的危及是对我们大陆的强烈警示》一文中，聂鲁达表达了对煤矿工人们的同情，并表示魏德拉“在这次罢工中发现了走向彻底背叛的借口，一个激起大规模国际反响的借口，在工人身上大肆进行迫害，这种事情在我国闻所未闻。”1948年1月6日，聂鲁达在智利参议院发表了控诉时任总统魏德拉的演讲，这场充满激情的演讲后来以《我控告》（Yo acuso）的标题闻名。在演讲中，聂鲁达大声念出了被关押在集中营的628个罢工者及其家人的名字。
1960年代晚期，当阿根廷作家豪尔赫·路易斯·博尔赫斯被问及对聂鲁达的看法时，他回复说：“我认为他是个极好的诗人，真的是极好的。但我并不仰慕他的人格，我认为他是个十分刻薄的人。”他评论说，聂鲁达不愿公开谴责阿根廷总统胡安·裴隆，是因其害怕用自己的声誉冒险。博尔赫斯还表示：“我是阿根廷诗人，他是智利诗人。他身居共产主义一方，而我则反对共产主义。因此，我认为他避免与我见面是一个明智的决定，因为这样的会面只会让我们双方感到尴尬和不舒服。”

## 躲藏与流亡（1948-1952）

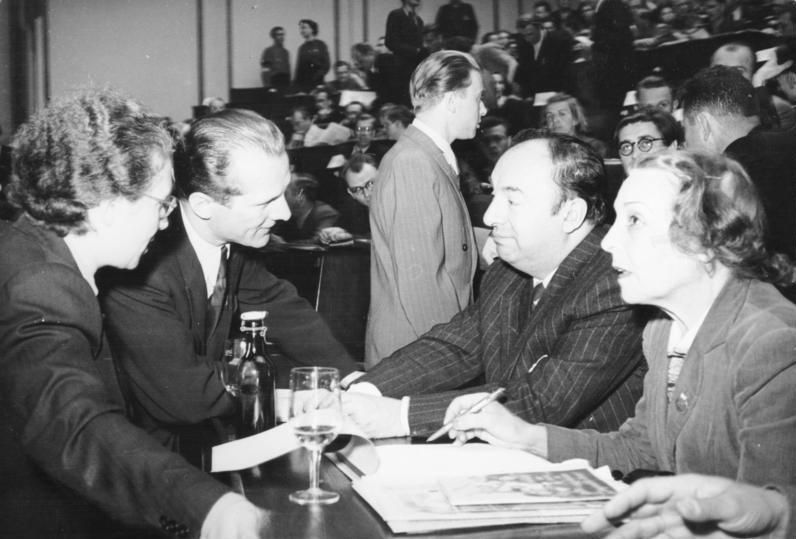
1951年，聂鲁达携妻子与埃里希·昂纳克会面。

1948年，在参议院发表演说几周后，聂鲁达面临着被捕的威胁。后续一年多时间里，他与妻子都生活在隐匿之中，在友人的帮助下不断地从一处转移至另一处。与此同时，聂鲁达的参议员身份被撤销。1948年9月，新生效的《永久捍卫民主法》取缔了共产党的活动，该法案被它的敌人称为“恶法”（Ley Maldita）。法案剥夺了16,650人的选举权，以及任何参与政治或加入行会的权利。聂鲁达于1949年初转移至智利南部城市瓦尔迪维亚，暂住在维斯韦湖旁的一座林中房屋。3月时，聂鲁达终于结束了逃匿生活，他由安第斯山脉迈韦湖附近的走私者路线来到阿根廷。在后来的诺贝尔文学家获奖演说中，他描述了这一戏剧性的逃亡事件。
是谁

在等候着我？在一把

透明的水晶上，我把手紧握。

然而我走在萨波特克的花丛里

阳光像温柔的小鹿

阴影像绿色的眼皮。

无名的还不叫亚美利加的土地……
离开智利后的三年时间，聂鲁达都处于流亡之中。在阿根廷首都布宜诺斯艾利斯，聂鲁达借取了危地马拉大使馆文化参赞，未来的诺贝尔文学家获得者米格尔·安赫尔·阿斯图里亚斯的护照前往欧洲。画家巴勃罗·毕卡索安排聂鲁达进入巴黎，聂鲁达在此参加了第一届世界和平力量大会。智利政府拒绝承认聂鲁达已逃脱他们的掌控，在接受法新社采访时，聂鲁达化用了马克·吐温对莎士比亚的评论：“就说我不是巴勃罗·聂鲁达，而是另一个写诗的智利人，为自由而斗争，恰好也叫巴勃罗·聂鲁达。”聂鲁达在这三年里前往欧洲、印度、中国、斯里兰卡、苏联旅行。1949年，聂鲁达在墨西哥旅行时因严重的静脉炎而不得不在此驻留。一个名为马蒂尔德·乌鲁齐亚的护士帮助照料聂鲁达，乌鲁齐亚曾是智利歌手，两人很快发展为情人关系。在流亡期间，乌鲁齐亚始终暗中跟随聂鲁达，这对情人尽其可能地频繁会面。聂鲁达于1952年匿名出版的《船长的诗》便是以乌鲁齐亚为灵感来源。
在墨西哥期间，聂鲁达发表了长诗《漫歌》。这是一部惠特曼式的史诗，描绘了拉丁美洲的历史、地理、文化、自然景观，并附带有他在此居住生活的观察与经历。许多诗作都是聂鲁达在智利潜藏时所写，反映了他颠沛流离的生活状态。作品出版一个月后，另一版本《漫歌》在智利出版，这个版本基于聂鲁达遗留在智利的手稿整理。智利版共发行5,000份，由彼时已被禁止活动的智利共产党暗中安排出版。聂鲁达被墨西哥授予了荣誉公民身份。1994年电影《邮差》以聂鲁达流亡海外时，暂住意大利卡布里岛的生活经历为主题。

## 重返智利
1952年，加夫列尔·魏德拉政府因腐败丑闻而濒临崩溃。智利社会党准备在1952年总统大选中推举萨尔瓦多·阿连德为候选人，他们期望作为左翼文学代表的聂鲁达可返回智利支持此次大选。同年8月，聂鲁达返回智利，与提前返回的妻子迪莉亚·德尔·卡丽尔会合。卡丽尔最终的得知聂鲁达与马蒂尔德的恋情，这对夫妻最后一次见面是在1955年夏天，而后卡丽尔离开智利前往欧洲。1966年底，聂鲁达与马蒂尔德·乌鲁齐亚在黑岛结婚。
在这段时间，聂鲁达作为诗人在世界范围享有盛名，他的作品被翻译为多种语言。1959年，聂鲁达出席了由委内瑞拉中央大学举办的欢迎仪式，他为菲德尔·卡斯特罗颁发荣誉，并向学生朗诵诗歌《献给玻利维亚的颂歌》（Canto a Bolivar）。他在古巴导弹危机时谴责美国，后又坚决反对美国介入越南战争。聂鲁达的左翼倾向和直言不讳的性格亦招致了意识形态对手的批评。受美国中情局资助的文化自由大会将他列为主要攻击目标，聂鲁达在墨西哥列夫·托洛茨基暗杀事件中扮演的角色被重新提起。在得知聂鲁达是1964年诺贝尔文学奖候选者后，该组织的活动变得越发激烈，最终这届诺贝尔文学奖被授予了法国作家让-保罗·萨特。

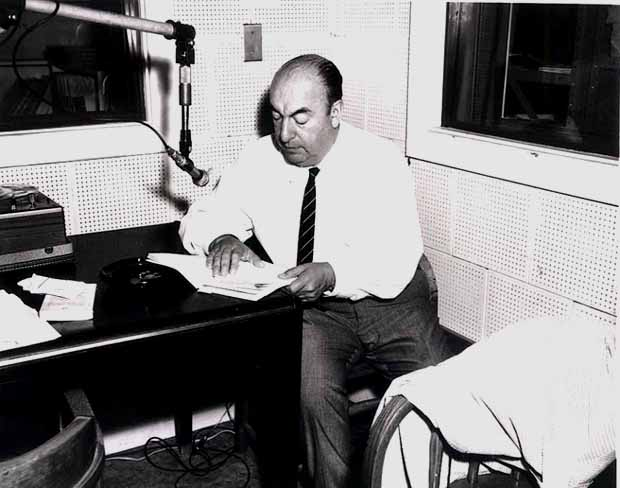
1966年，聂鲁达在美国国会图书馆录制诗歌

1966年，聂鲁达受邀参加在纽约举行的国际笔会会议。聂鲁达因其共产党员身份而被拒绝入境美国，不过会议组织者亚瑟·米勒最终说服林登·约翰逊政府向聂鲁达发放签证。米勒后来评论说，聂鲁达的共产主义倾向或许源自他所生活环境“从资本主义社会的孤立”。许多东方集团作家出席了此次会议，墨西哥作家卡洛斯·富恩特斯由此断言，这次会议标志着冷战“开始走向结束”。
在由纽约返回智利途中，聂鲁达在秘鲁停留。他在秘鲁城市阿雷基帕和利马向狂热的人群朗诵诗歌，并获得了该国总统费尔南多·贝朗德·特里的接见。不过，这次秘鲁之行也为聂鲁达留下了一些不愉快的经历。当时秘鲁政府与卡斯特罗治下的古巴政府不和，于是在卡斯特罗命令下，有上百名古巴知识分子发表了《古巴人民的公开信》，信中谴责聂鲁达纵容敌人的倾向，将他称为“温和的、亲美的改良主义典型代表”。自此以后聂鲁达再未到访古巴，即使他在1968年收到了来自古巴的访问邀请。
1967年，玻利维亚革命者切·格瓦拉去世后，聂鲁达创作了多篇文章赞颂这位“伟大的英雄”。不过，聂鲁达私底下并不喜欢切·格瓦拉，他告诉朋友，“我们应该崇敬的人是雷卡瓦伦这样的人，而不是这些四处犯下疯狂行径的年轻梦想家。”

## 晚年

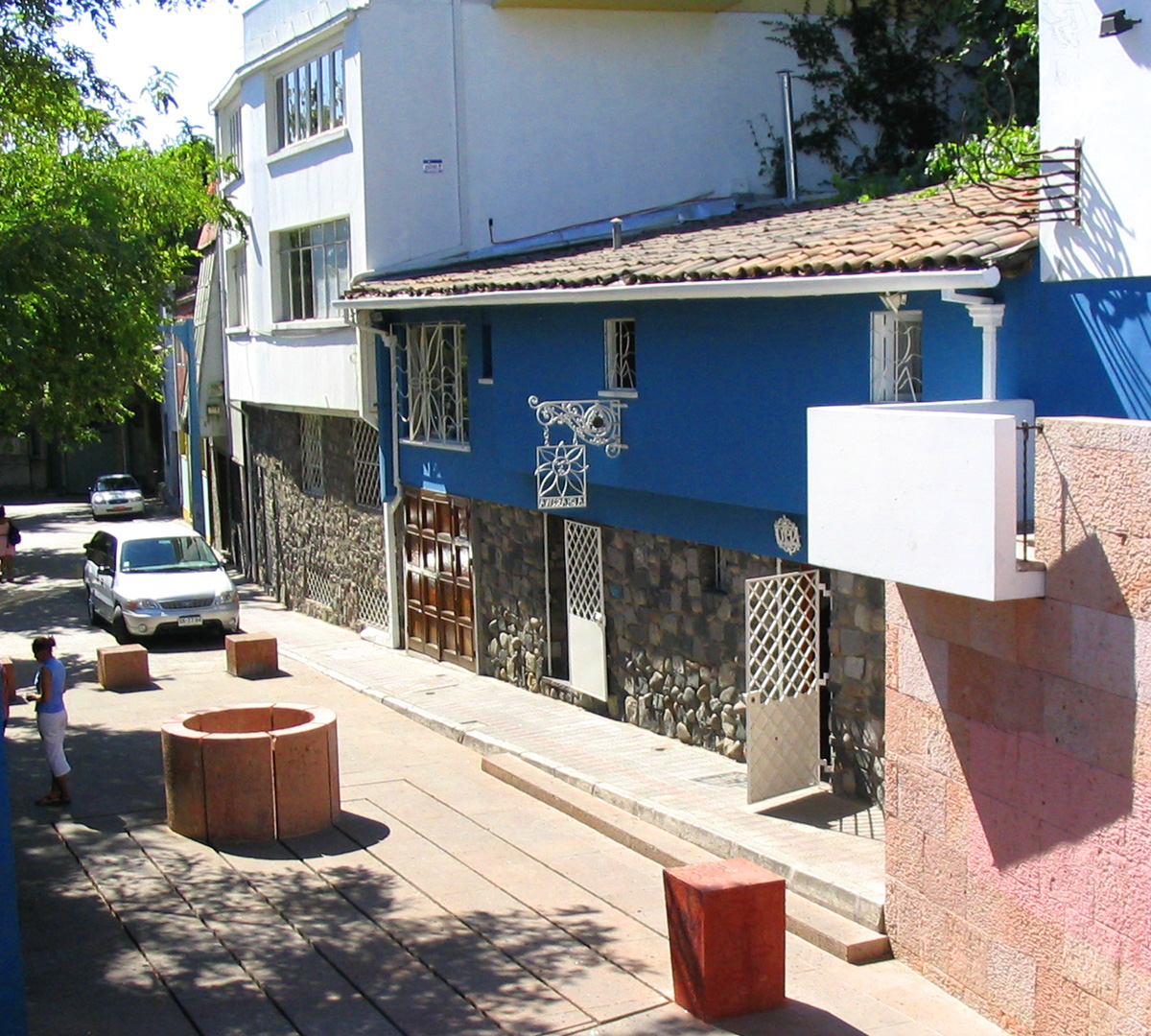
聂鲁达位于智利圣地亚哥的住所

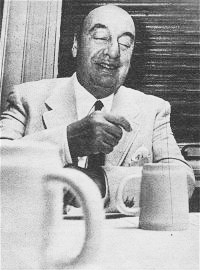
1971年，聂鲁达在布宜诺斯艾利斯

1970年，聂鲁达被智利共产党提名为智利总统候选人，后为了左翼团结而退出竞选，并支持智利社会党总统候选人萨尔瓦多·阿连德。同年阿连德成功当选总统，成为智利首位民选的社会主义领导者。不久后，聂鲁达被指派为驻法国大使，任期1970至1972年，这是聂鲁达人生中最后一个外交职位。驻巴黎期间，他帮助智利协商与欧洲和美国银行之间的债务问题。也在此时，聂鲁达的身体状况开始恶化。在法国居住两年半后，聂鲁达不得不返回智利修养。
1971年，聂鲁达获得诺贝尔文学奖。“一位诗人，”聂鲁达在位获奖感言中说道，“既是团结，也是孤独的力量。”次年，聂鲁达在斯特鲁加诗歌节荣获金花环奖。
1973年，智利发生政变，同一时间聂鲁达被诊断出前列腺癌。由军队将领奥古斯托·皮诺切特发起的政变毁灭了聂鲁达对智利前途的希望。不久，聂鲁达位于黑岛的居所遭武装人员搜查，据称这位诗人向入侵者说，“你四处看看，这里只有一件对你来说有危险的事物：诗歌。”

### 去世
我名叫巴勃罗鸟，

只有一根羽毛的鸟，

一种飞行物，有清晰的阴影

模糊的清晰性……

我飞翔，我飞翔失败，但是我歌唱。

我是愤怒的鸟

来自平静的风暴。
根据最初的报道，1973年9月23日，聂鲁达因心脏衰竭在圣地亚哥圣玛利亚诊所去世。大批民众聚集在街道为聂鲁达送别，送葬队伍逐渐演变为一场示威。葬礼在大批警察的监视中举行，出席者在枪口下朗诵聂鲁达的诗句。聂鲁达去世后不久，他的住所遭到非法闯入，许多文稿和书籍被夺走或毁坏。
1974年，聂鲁达的回忆录《我坦言我曾历尽沧桑》出版，其中记录了诗人最后的日子，以及一些描述阿连德之死的回忆碎片。聂鲁达的遗孀马蒂尔德·乌鲁齐亚为其整理出版了回忆录。这些行为导致了其与皮诺切特政府的冲突，因为该政权正努力清除聂鲁达在智利集体意识中遗留的影响。1986年，乌鲁齐亚的个人自传《我和巴勃罗·聂鲁达的人生》于死后出版。

## 争议

### 死因
一直有传闻聂鲁达可能是因其偏向阿连德的政治立场而遭皮诺切特杀害。曼努埃尔·阿拉亚（Manuel Araya）曾是聂鲁达生前的司机，他声称在诗人去世的前两天还见过他，而且据说医生在得知聂鲁达打算流亡之后对他下毒。阿拉亚回忆道，当他载着聂鲁达去购买药品时，突然被军人拦截。随后他被逮捕，车辆也遭扣押，他还在警察局受到了折磨。不久之后，他从圣地亚哥的劳尔·席尔瓦·恩里克斯大主教那里得知了聂鲁达的死讯。2011年12月，智利共产党向法官马里奥卡罗萨提出请求，希望对聂鲁达的遗骸进行法医化验。卡罗萨一直在调查1973-1990年间与皮诺切特政权相关的非正常死亡事件。他于2011-2012年采集了足够的证据，因此在2013年4月成功取得了聂鲁达遗骸的检验许可。智利律师爱德华多·孔特雷拉斯（Eduardo Contreras）领导了此次检验工作，他表示：“我们有来自印度、瑞士、德国、美国、瑞典的顶尖实验室帮助，他们愿意免费为这项行动提供检测协助。”聂鲁达基金会（The Pablo Neruda Foundation）以曼努埃尔·阿拉亚的说法不可信为由反对这次发掘检测。
2013年6月，一位智利法官下令启动对聂鲁达死因的调查。警方调查了曾涉嫌杀害卡洛斯·普拉茨（1974年，布宜诺斯艾利斯）和奥兰多·莱特列尔（1976年，华盛顿特区）的迈克尔·汤利。智利政府表示，2015年的检测结果显示聂鲁达“很有可能是因第三方干涉”而死。在由15人组成的法医团队调查7个月后，检测结果发表于2013年11月8日。智利医疗法律服务负责人帕特里西奥·布斯托斯（Patricio Bustos）当时表示，“没有发现可能与聂鲁达先生之死相关的化学物质”。不过，卡罗萨法官说，他要等到五月份（2015年）的最新科学检测结果出来才能做出判断。2015年的检测结果表明，聂鲁达体内有金黃色葡萄球菌的感染，这种细菌如果被人为改造，就有可能成为致命的毒素。
2017年10月20日，由西班牙穆尔西亚大学法医专家奥雷里奥·卢纳（Aurelio Luna）领导的16人国际团队发表声明称“根据数据分析结果，我们认为诗人在进入医院时并未临近死亡”，并且当时聂鲁达身患的前列腺癌还未发展到致死地步。此外，该团队还从聂鲁达的遗骸中发现了疑似经实验室改造的菌株。他们的持续分析结果预计在2018年公布。
2023年，来自麦克马斯特大学和哥本哈根大学的研究团队确认了聂鲁达体内存在肉毒杆菌菌株，但不清楚是否是由这些菌株造成了诗人的死亡。

### 女权抗议
2018年11月，智利众议院文化委员会投票支持将圣地亚哥主要机场更名为聂鲁达机场。然而，这个决定遭到了女权主义者的抗议，她们强调了聂鲁达回忆录中一段关于1929年其在锡兰（现斯里兰卡）与一位年轻女佣发生的事件。一些女权团体在日益壮大的#MeToo和#一个都不能少运动支持下，表示智利不应以聂鲁达为荣，她们将上述回忆录中的事件描述为强奸的证据。因此，聂鲁达在智利仍是一个受争议的人物，尤其是在智利女权主义团体中。

## 纪念
聂鲁达在智利拥有三处房产，如今皆作为博物馆向公众开放：位于圣地亚哥的、位于瓦尔帕莱索的，以及位于黑岛的，聂鲁达与其妻子马蒂尔德·乌鲁齐亚被埋葬在黑岛。位于美国华盛顿特区的美洲国家组织门口伫立有聂鲁达半身像。聂鲁达生前喜欢蝴蝶。1976年，一种南美洲的袖蝶属以他的名字命名为"Heliconius (Neruda) metis" 。然而，在主流的科学文献中并不常用这个名称。此外，水星上的一个陨石坑也以聂鲁达的名字命名。

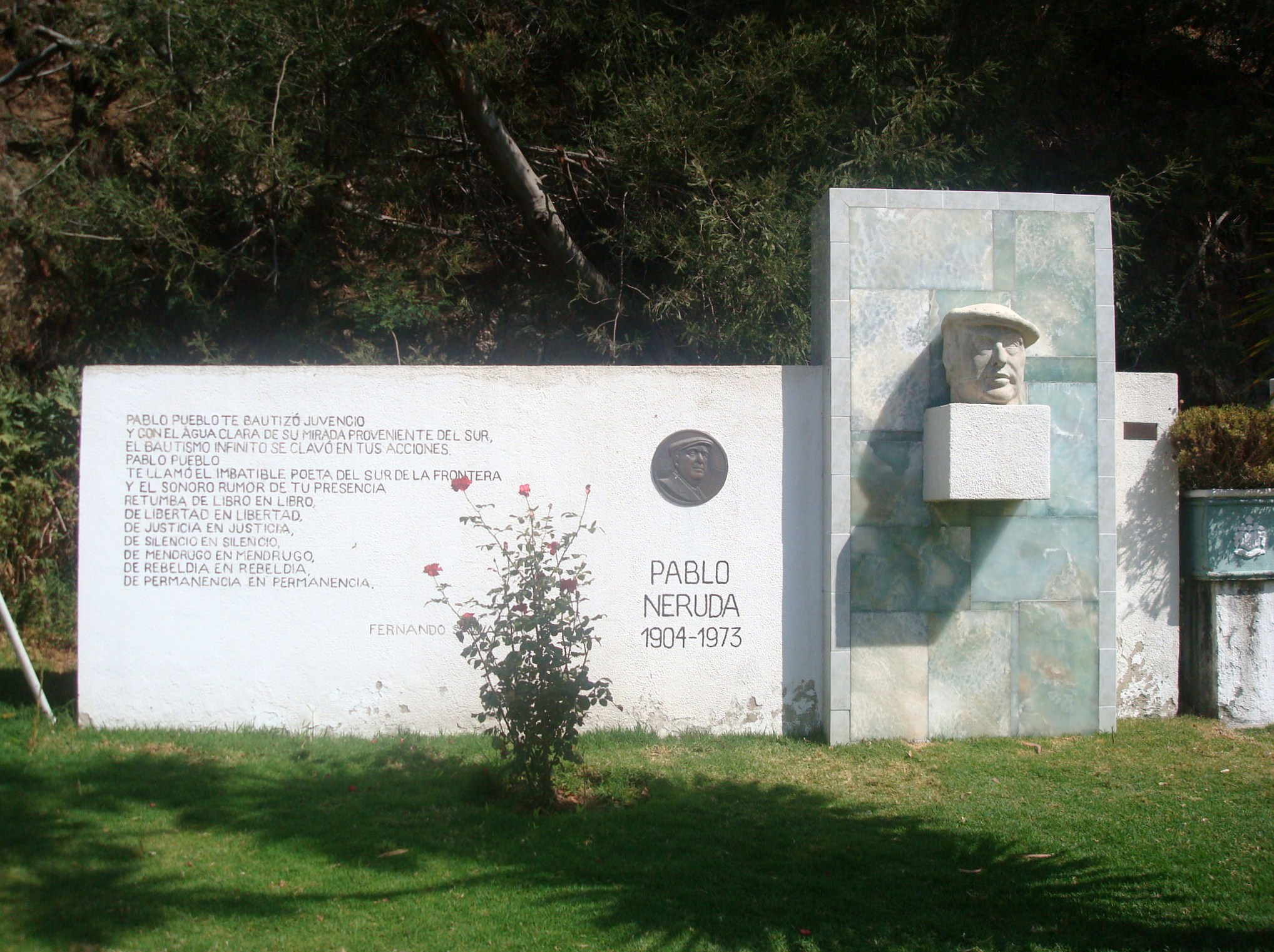
智利比尼亚德尔马Quinta Vergara公园的纪念雕塑
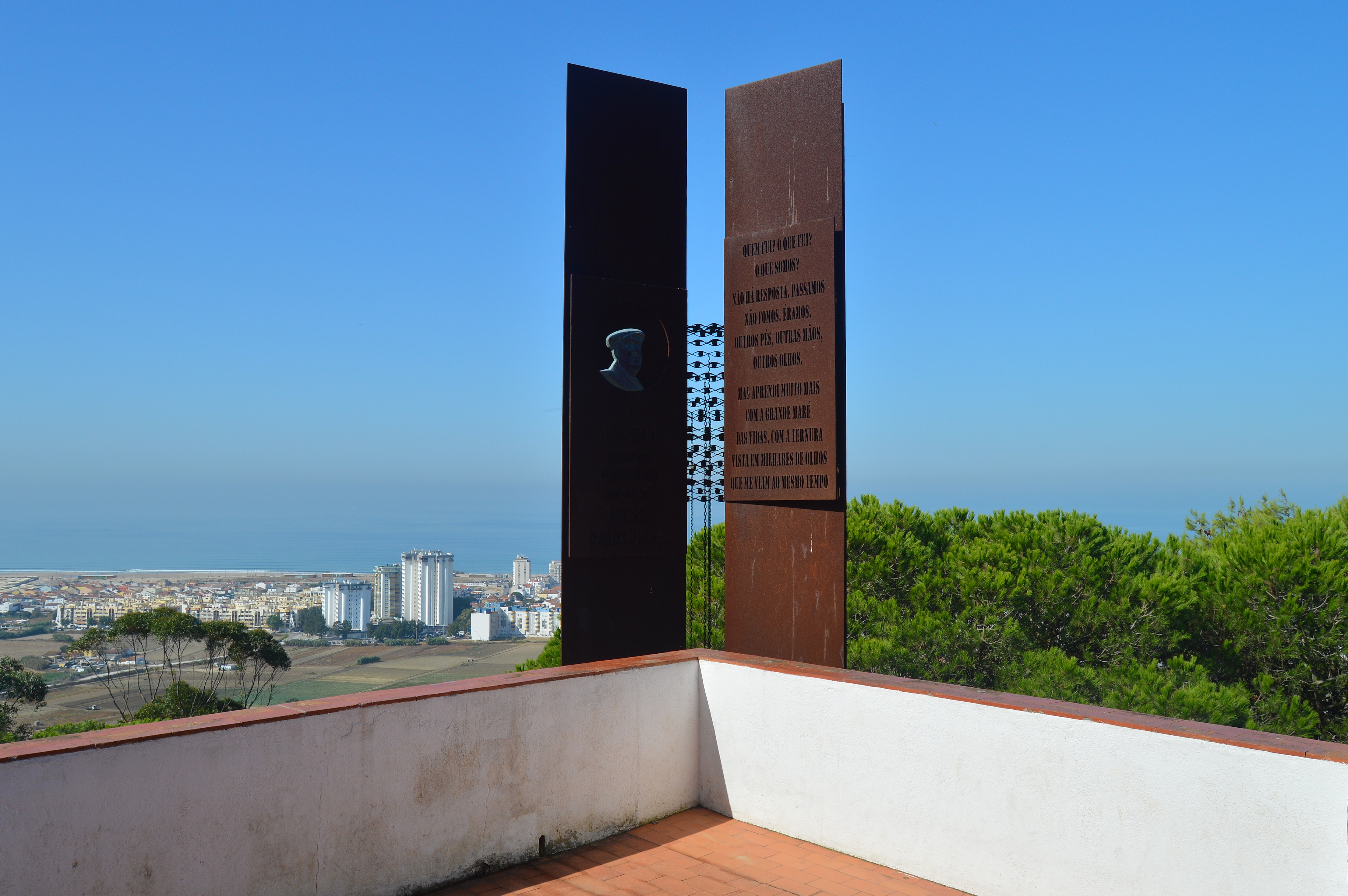
葡萄牙阿尔马达Capuchos的纪念碑
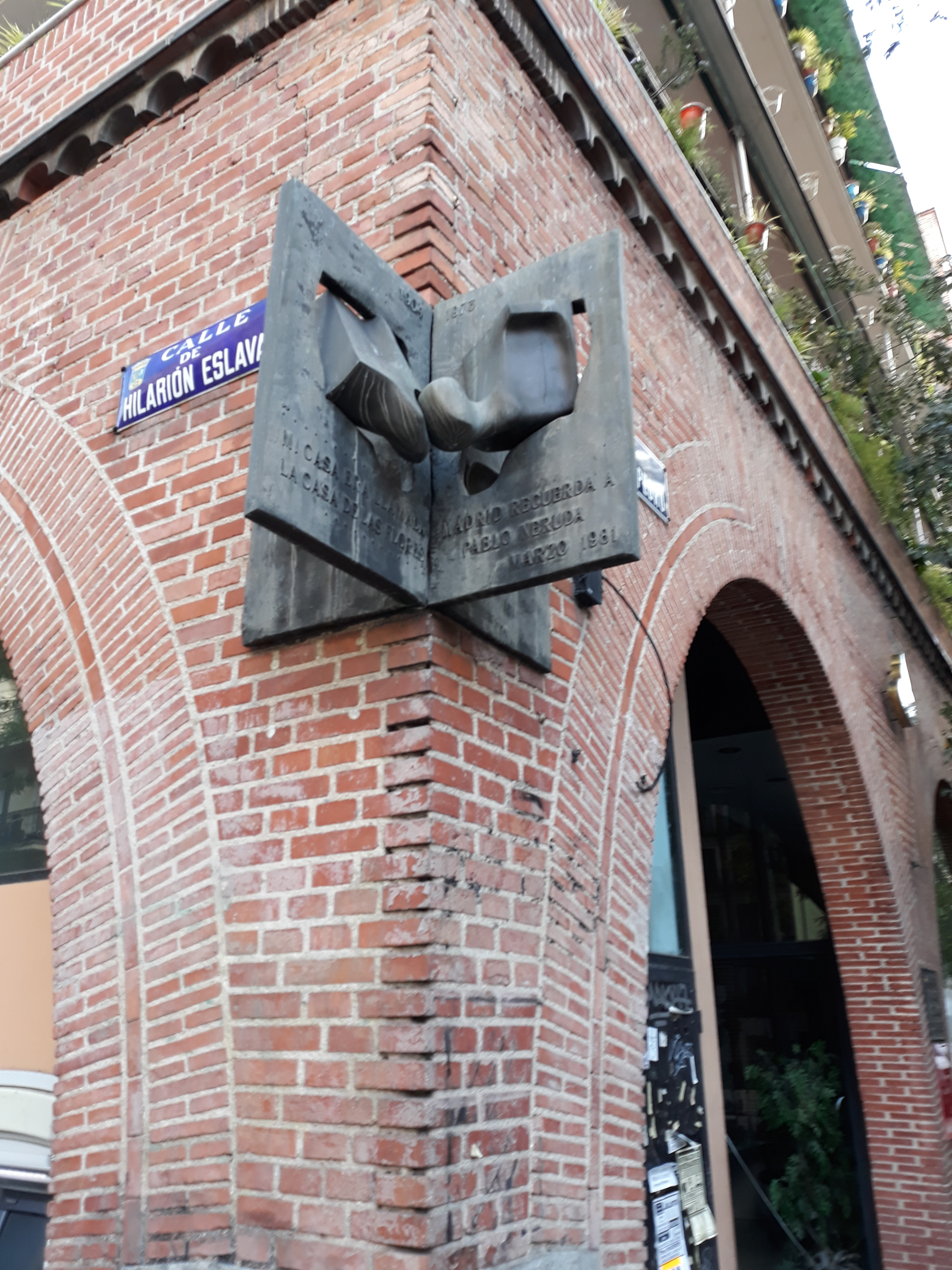
西班牙马德里钱贝里区Casa de las Flores公寓建筑上的纪念牌匾，聂鲁达曾在1934年居住于此
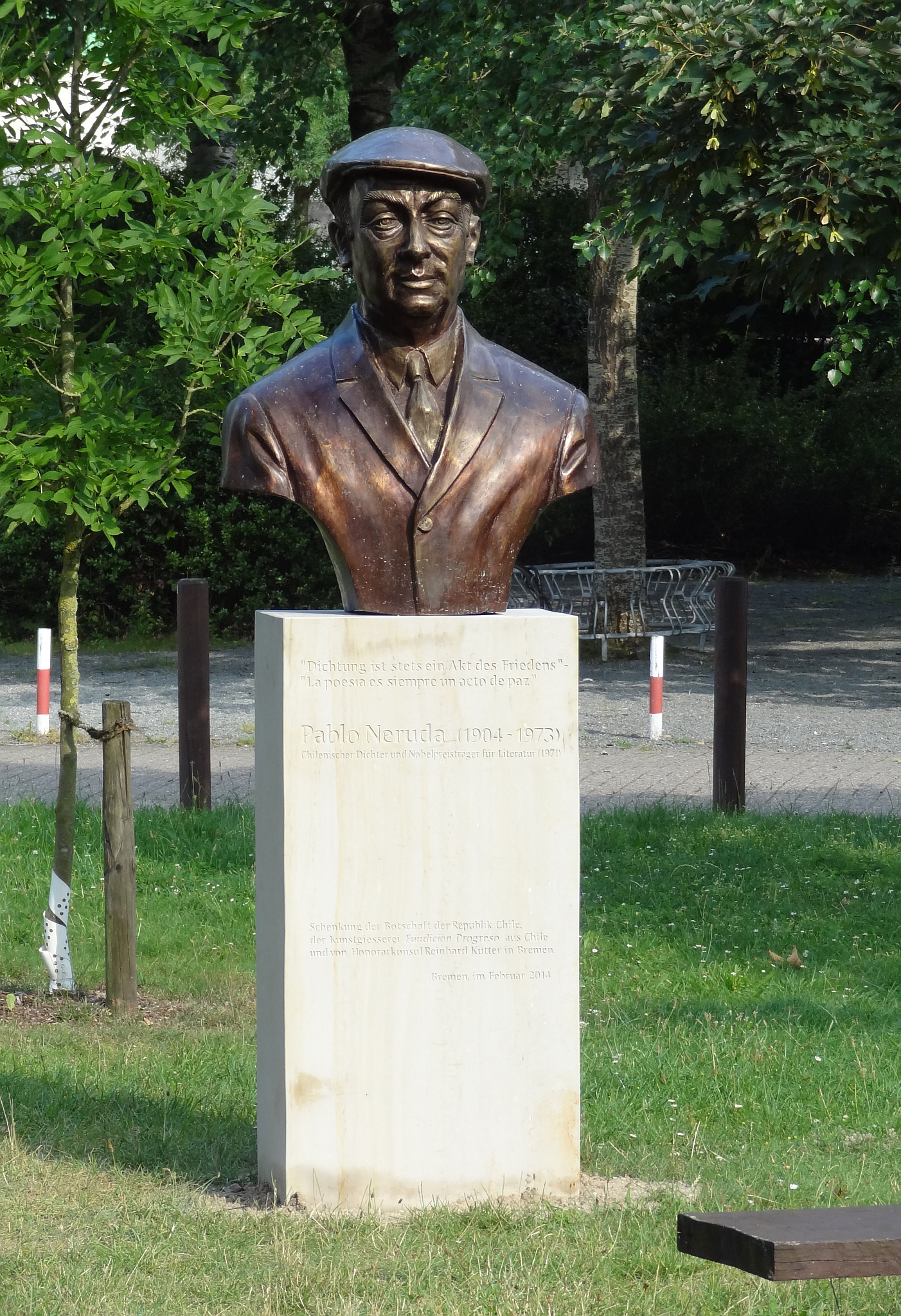
德国不来梅大学内的半身纪念铜像

## 作品列表
本节内容参考伊兰·斯塔万斯编辑的《聂鲁达诗选》，智利大学聂鲁达著作出版年表与卡门·巴塞尔斯文学经纪社官网的聂鲁达页面。

### 诗集

#### 生前出版
- 《霞光集》（Crepusculario, 1923）
- 《二十首情诗和一首绝望的歌》（Veinte poemas de amor y una canción desesperada, 1924）
- 《无限之人的努力》（Tentativa del hombre infinito, 1926）
- 《热情的投石手》（El hondero entusiasta, 1933）
- 《大地上的居所》（Residencia en la tierra, 1933, 1935）
- 《西班牙在心中》（España en el corazón, 1937）
- 《第三居所》（Tercera residencia, 1947）
- 《漫歌》（Canto general, 1950）
- 《船长的诗》（Los versos del capitán, 1952）
- 《所有的爱》（Todo el amor, 1952, 1964, 情诗选集）
- 《葡萄与风》（Las uvas y el viento, 1954）
- 《元素颂》（Odas elementales, 1954）
- 《新元素颂》（Nuevas odas elementales, 1956）
- 《元素颂第三集》（Tercer libro de las odas, 1957）
- 《狂歌集》（Estravagario, 1958）
- 《远航与回乡》（Navegaciones y regresos, 1959）
- 《一百首爱的十四行诗》（Cien sonetos de amor, 1959）
- 《壮举之歌》（Canción de gesta, 1960）
- 《智利之石》（Las piedras de Chile, 1961）
- 《典礼之歌》（Cantos ceremoniales, 1961）
- 《全权》（Plenos poderes, 1962）
- 《黑岛的回忆》（Memorial de Isla Negra, 1963, 1964）
- 《鸟的艺术》（Arte de pájaros, 1966）
- 《沙中之屋》（Una casa en la arena, 1966）
- 《船歌》（La Barcarola, 1967）
- 《日子之手》（Las manos del día, 1968）
- 《世界末日》（Fin del mundo, 1969）
- 《仍然》（Aún, 1969）
- 《海啸》（Maremoto, 1970）
- 《燃烧的剑》（La espada encendida, 1970）
- 《天上之石》（Las piedras del cielo, 1971）
- 《徒劳的地理》（Geografía infructuosa, 1972）
- 《分离的玫瑰》（La rosa separada, 1972）
- 《打倒尼克松，赞扬智利革命》（Incitación al Nixonicidio y alabanza de la revolución chilena, 1973）

#### 身后出版
- 《海与钟》（El mar y las campanas, 1973）
- 《2000》（1974）
- 《挽歌》（Elegía, 1974）
- 《黄色的心》（El corazón amarillo, 1974）
- 《冬季花园》（Jardín de invierno, 1974）
- 《疑问集》（Libro de las preguntas, 1974）
- 《选定的缺陷》（Defectos escogidos, 1974）
- 《旅途的终结》（El fin del viaje, 1982）
- 《特木科笔记本》（Cuadernos de Temuco, 1997）
- 《我在阴影中触摸你的脚（及其他未发表诗歌）》（Tus pies toco en la sombra y otros poemas inéditos, 2014）
- 《诗全集》（Poesía completa, 2018-2021, 五卷本）

### 回忆录
- 《我坦言我曾历尽沧桑》（Confieso que he vivido, 1974）
- 《为生而生》（Para nacer he nacido, 1978）

### 小说
- 《定居者及其希望》（El habitante y su esperanza, 1926）

### 剧本
- 《乔昆·穆列塔的光辉与死亡》（Fulgor y muerte de Joaquín Murieta, 1967）

### 散文与杂文集
- 《指环》（Anillos, 1926, 与托马斯·拉戈（西班牙语：Tomás Lago）合著）
- 《旅行》（Viajes, 1955）
- 《吃在匈牙利》（Comiendo en Hungría, 1969, 与米格尔·安赫尔·阿斯图里亚斯合著）
- 《看不见的河流》（El río invisible, 1980）
- 《议会演讲集》（Discursos parlamentarios (1945-1948), 1997）

## 相关电影
- 邮差 (1994年电影)

### 脚注
1. 1 2  . NobelPrize.org.   [2023-03-16]. （原始内容存档于2023-03-27） （美国英语）.
2. ↑  Wyman, Eva Goldschmidt; Zurita, Magdalena Fuentes.  1st. Santiago de Chile: LOM Ediciones. 2002: 18. ISBN 978-956-282-491-0. In Spanish and English.
3. 1 2  . El País. 6 November 2015  [6 November 2015]. （原始内容存档于2019-12-11）.
4. ↑  Nicas, Jack. . The New York Times. 15 February 2023  [15 February 2023]. （原始内容存档于2023-04-12）.
5. ↑  Plinio Apuleyo Mendoza. . Verso. 1 March 1983: 49  [4 August 2011]. ISBN 9780860910657.
6. ↑  Campos, Bárbara. . pauta. 12 July 2019  [27 October 2021]. （原始内容存档于2023-03-17） （es-CL）.
7. ↑  Tarn (1975) p. 13
8. ↑  . Fundación Pablo Neruda.   [14 April 2022]. （原始内容存档于2023-03-29） （西班牙语）.
9. ↑  . www.emol.com.   [14 June 2019]. （原始内容存档于2023-03-17）.
10. ↑  亚当·费恩斯坦 2018，第14頁.
11. ↑  亚当·费恩斯坦 2018，第99頁
聂鲁达与博姆巴尔之间的共同之处远多于他和玛露卡之间，尽管前者存在政治分歧，并且实际上博姆巴尔有宗教信仰，而聂鲁达是个无神论者。
12. ↑  . www.shigeku.com.   [2023-03-17]. （原始内容存档于2022-10-06）.
13. ↑  Neruda, Pablo. . The Penguin Poets. 由Kerrigan, Anthony翻译. Harmondsworth: Penguin. 1975: 14. ISBN 978-0-14-042185-9.
14. ↑  Feinstein (2005) p. 19
15. ↑  Pablo Neruda （页面存档备份，存于）. Biography.com.
16. ↑  Neruda, Pablo. . Prague: Svoboda. 1976 （捷克语）.
17. ↑  Sedlák, Marek. . 30 May 2007  [28 January 2015]. （原始内容存档于4 March 2016） （捷克语）.
18. ↑  Bustos, Ernesto. . Narrativa Breve. 10 May 2015  [12 August 2020]. （原始内容存档于2023-03-17） （西班牙语）.
19. ↑  Robertson, Enrique. . letras.mysite.com. 2002  [13 August 2020]. （原始内容存档于2023-03-17） （西班牙语）.
20. 1 2 3 4  Tarn (1975) p. 14
21. ↑  . Encyclopedia Britannica.   [23 August 2017]. （原始内容存档于2023-03-27） （英语）.
22. ↑  亚当·费恩斯坦 2018，第47-50頁.
23. ↑  Tarn (1975) p. 15
24. ↑  亚当·费恩斯坦 2018，第52頁.
25. ↑  亚当·费恩斯坦 2018，第62-63頁.
26. ↑  Eisner, Mark. . HarperCollins Espanol. 1 May 2018: 120. ISBN 978-1-4185-9767-2.
27. ↑  亚当·费恩斯坦 2018，第79頁
她的真名，荷兰名是玛利卡，但巴勃罗不喜欢那个名字，把它西班牙语化成玛露卡，这个名字一直沿用。
28. ↑  Mark Eisner : Pablo Neruda – The Poet's Calling [The Biography of a Poet], New York, Ecco/Harper Collins 2018; page 190
29. 1 2 3  Tarn (1975) p. 16
30. ↑  亚当·费恩斯坦 2018，第112-113頁.
31. ↑  Feinstein (2005) p. 109
32. ↑  . 18 September 2018  [13 January 2020]. （原始内容存档于2023-03-18）.
33. ↑  . 8 March 2018  [13 January 2020]. （原始内容存档于2023-03-18）.
34. ↑  Sánchez, Matilde. . La Vanguardia. 26 February 2018  [29 November 2019]. （原始内容存档于2023-03-18） （西班牙语）.
35. ↑  Rego, Paco. . El Mundo (Unidad Editorial Información General, S.L.U.). 20 February 2018  [29 November 2019]. （原始内容存档于2023-03-18） （西班牙语）.
36. ↑  亚当·费恩斯坦 2018，第116頁.
37. ↑  Thomas, Hugh.  50th Anniversary. London: Penguin Books. 2012: 678. ISBN 978-0-141-01161-5.
38. ↑  Feinstein (2005) p. 434
39. ↑  Mark Eisner : Pablo Neruda – The Poet's Calling [The Biography of a Poet] （页面存档备份，存于）, New York, Ecco/Harper Collins 2018; page 306
40. ↑  亚当·费恩斯坦 2018，第293頁.
41. ↑  Feinstein (2005) p. 141
42. ↑  Feinstein (2005) p. 145
43. ↑  亚当·费恩斯坦 2018，第149頁.
44. ↑  亚当·费恩斯坦 2018，第147-149頁.
45. 1 2 3 4 5  Tarn (1975) p. 17
46. ↑  Feinstein (2005) p. 340
47. ↑  亚当·费恩斯坦 2018，第157頁.
48. 1 2  亚当·费恩斯坦 2018，第158頁.
49. ↑  Feinstein (2005) p. 173
50. ↑  亚当·费恩斯坦 2018，第177頁.
51. ↑  亚当·费恩斯坦 2018，第178頁.
52. 1 2 3  Feinstein (2005) pp. 312–313
53. ↑  Roman, Joe. (1993)  Octavio Paz Chelsea House Publishers  ISBN 978-0-7910-1249-9
54. ↑  Paz, Octavio  (1991)  On Poets and Others. Arcade. ISBN 978-1-55970-139-6  p. 127
55. ↑  Neruda, La vida del poeta: Cronología, 1944–1953 （页面存档备份，存于）, Fundación Neruda, University of Chile. Retrieved 29 December 2006.
56. ↑  . Libros.libertaddigital.com. 1 January 1990  [11 March 2010]. （原始内容存档于2007-08-10）.
57. ↑  Feinstein (2005) p. 263
58. ↑  亚当·费恩斯坦 2018，第271頁.
59. ↑  亚当·费恩斯坦 2018，第329頁.
60. ↑  . www.marxists.org.   [2023-04-20]. （原始内容存档于2023-04-20）.
61. ↑  Shull (2009) p. 69
62. ↑  Feinstein (2005) p. 181
63. ↑  亚当·费恩斯坦 2018，第185頁.
64. ↑  亚当·费恩斯坦 2018，第194頁.
65. ↑  亚当·费恩斯坦 2018，第199頁.
66. ↑  亚当·费恩斯坦 2018，第201頁.
67. ↑  亚当·费恩斯坦 2018，第203頁.
68. ↑  Feinstein (2005) p. 199
69. ↑  Burgin (1968) p. 95.
70. ↑  Burgin (1968) p. 96.
71. ↑  亚当·费恩斯坦 2018，第208頁.
72. ↑  亚当·费恩斯坦 2018，第223頁.
73. ↑  亚当·费恩斯坦 2018，第237-241頁.
74. ↑  Neruda, Pablo. . Nobel Prize.   [2023-04-17]. （原始内容存档于2023-06-04） （美国英语）.
75. ↑  亚当·费恩斯坦 2018，第393頁.
76. ↑  巴勃罗·聂鲁达. . 由赵振江、张广森翻译 第一版. 海口: 南海出版公司. 2021. ISBN 978-7-544-29678-6. OCLC 1294587837.
77. ↑  亚当·费恩斯坦 2018，第243-244頁.
78. ↑  PN, Memoirs, p. 187
79. ↑  亚当·费恩斯坦 2018，第244-245頁.
80. ↑  亚当·费恩斯坦 2018，第254-255頁.
81. ↑  亚当·费恩斯坦 2018，第273頁.
82. ↑  亚当·费恩斯坦 2018，第256-259頁.
83. 1 2 3 4 5 6 7  Tarn (1975) p. 22
84. ↑  亚当·费恩斯坦 2018，第287頁.
85. ↑  亚当·费恩斯坦 2018，第288頁.
86. ↑  亚当·费恩斯坦 2018，第311頁.
87. ↑  亚当·费恩斯坦 2018，第354頁.
88. ↑  Feinstein (2005) p. 487
89. 1 2  亚当·费恩斯坦 2018，第346頁.
90. ↑  Feinstein (2005) pp. 334–5
91. ↑  Feinstein (2005) pp. 341–5
92. ↑  亚当·费恩斯坦 2018，第353-357頁.
93. ↑  亚当·费恩斯坦 2018，第357頁.
94. ↑  亚当·费恩斯坦 2018，第359頁.
95. ↑  Feinstein (2005) p. 326
96. ↑  亚当·费恩斯坦 2018，第337頁.
97. ↑  亚当·费恩斯坦 2018，第379-380頁.
98. ↑  亚当·费恩斯坦 2018，第400頁.
99. ↑  亚当·费恩斯坦 2018，第405頁.
100. ↑  Pablo Neruda (1994). Late and posthumous poems, 1968–1974. Grove Press.
101. ↑  . Струшки вечери на поезијата.   [15 April 2015]. （原始内容存档于15 April 2015）.
102. ↑  亚当·费恩斯坦 2018，第429頁.
103. ↑  亚当·费恩斯坦 2018，第361-362頁.
104. ↑  . The New York Times. 1973-09-24  [2023-04-21]. ISSN 0362-4331. （原始内容存档于2023-04-21） （美国英语）.
105. ↑  Neruda and Vallejo: Selected Poems, Robert Bly, ed.; Beacon Press, Boston, 1993, p. xii.
106. ↑  Earth-Shattering Poems, Liz Rosenberg, ed.; Henry Holt, New York, 1998, p. 105.
107. ↑  亚当·费恩斯坦 2018，第434-435頁
战士们武装到了牙齿，包围着公墓对面的广场。我发自内心相信：也就是几秒钟的事情，他们就会用机关枪开火。当有人用巨大的声音开始喊：“巴勃罗·聂鲁达同志！”我们一起回答“在这里！”呼喊重复了两到三次，回答变得更为坚定。突然之间，这个呼喊变成了“维克多·哈拉同志！”一瞬间，我们的嗓音沙哑了：这是维克多第一次被在公众面前提到，用来控诉他被无耻地杀害。然后那个声音喊：“萨尔瓦多·阿连德同志！”回声变得嘶哑，爆发成咆哮，被情感和恐惧以及想要大声疾呼让全世界都听见的渴望高高掀起：“在这里！”我相信，那时候我们已经丧失了恐惧，因为他们对我们无能为力：我们宁愿在高举着拳头歌唱《国际歌》死去。歌声达到了顶峰，我们所有人都在哭泣，我们进入了大众公墓。
108. ↑  亚当·费恩斯坦 2018，第435-436頁
有人打开一本聂鲁达的《我心中的西班牙》，开始朗诵诗人对佛朗哥摧残西班牙的攻击：“将领们/叛徒们/看看我垂死的房屋/看看破碎的西班牙……甚至豺狼都要嫌弃的豺狼们……”士兵们仍在监视着，他们的机关枪已经架上。正如马蒂尔德后来所提到的：“竟然有警察在场，为了这个世界上最和平的人，为了一个诗人！”
109. ↑  Urrutia, Matilde; translated by Alexandria Giardino. . Stanford, CA: Stanford University Press. 2004. ISBN 978-0-8047-5009-7.
110. ↑  . 10 November 2015  [2023-04-21]. （原始内容存档于2023-04-21）.
111. ↑  . BBC News. 2 June 2011  [2023-04-21]. （原始内容存档于2023-05-30）.
112. 1 2  Franklin, Jonathan. . The Guardian. 7 April 2013  [2023-04-21]. （原始内容存档于2023-03-05）.
113. ↑  Newman, Lucia. . Aljazeera. 21 May 2012  [2023-04-21]. （原始内容存档于2018-12-26）.
114. ↑  . BBC. 8 April 2013  [8 April 2013]. （原始内容存档于2023-06-07）.
115. ↑  . CBC News. 6 December 2011  [2023-04-21]. （原始内容存档于2013-09-14）.
116. ↑  . INFOnews.   [15 April 2015]. （原始内容存档于2015-04-06）.
117. ↑  Washington Post, 2 June 2013, "Chilean judge issues order to investigate poet Neruda's alleged killer"
118. ↑  . the Guardian. 23 October 2017  [10 September 2020]. （原始内容存档于2023-05-17） （英语）.
119. ↑  . Reuters. 21 October 2017  [2023-04-21]. （原始内容存档于2023-06-10）. Reuters.
120. ↑  Beattie, Samantha. . CBC News. 16 February 2023  [17 February 2023]. （原始内容存档于2023-03-15）.
121. ↑  Neruda, Pablo. Memoirs. Translated by Hardie St. Martin, Farrar, Straus, and Giroux, 1977.
122. ↑  . TheGuardian.com. 23 November 2018  [2023-04-21]. （原始内容存档于2023-03-05）. Guardian
123. ↑  "OAS and Chile Rededicate Bust of Gabriela Mistral at the Organization’s Headquarters in Washington, DC （页面存档备份，存于）," 31 January 2014, OAS website. Retrieved 1 February 2015.
124. ↑  JRG Turner Adaptive radiation and convergence in subdivisions of the butterfly genus Heliconius (Lepidoptera: Nymphalidae). Zoological Journal of the Linnean Society 58, 297–308. 1976.
125. ↑  Neruda. （页面存档备份，存于） Tree of Life Web Project. see also Neruda aoede at cite web |url = Insecta.pro,  and Pablo Neruda: The Poet's Calling [The Biography of a Poet], by Mark Eisner （页面存档备份，存于）. New York, Ecco/Harper Collins 2018
126. ↑  . Gazetteer of Planetary Nomenclature. NASA.   [4 July 2012]. （原始内容存档于2016-12-21）.
127. ↑  Neruda, Pablo; Stavans, Ilan(ed.). . New York: Farrar, Straus and Giroux. 2005. ISBN 978-0-374-52960-4.
128. ↑  . Universidad de Chile.   [2025-01-15]. （原始内容存档于2023-09-26）.
129. ↑  . Agencia Literaria Carmen Balcells.   [2025-01-05]. （原始内容存档于2025-01-16）.